# Ceftobiprole
Ceftobiprole (Zevtera/Mabelio) là một cephalosporine  thế hệ thứ 5   được sử dụng điều trị bệnh viêm phổi bệnh viện (HAP, ngoại trừ viêm phổi liên quan đến thông khí nhân tạp, VAP) và viêm phổi cộng đồng (CAP). Thuốc được phân phối bởi Basilea Pharmaceutica ở Vương quốc Anh, Đức, Thụy Sĩ và Áo dưới tên thương mại Zevtera, ở Pháp và Ý  dưới tên thương mại Mabelio. Như các cephalosporin khác, ceftobiprole có khả năng kháng khuẩn bằng cách gắn vào các protein gắn penicillin quan trọng và ức chế hoạt động transpeptidase cần thiết cho sự tổng hợp vách tế bào vi khuẩn. Ceftobiprole có ái lực cao với PBP2a của methicillin resistant Staphylococcus aureus  (MRSA) và khiến nó chống lại vi khuẩn này bằng cách khiến gen mecA gen biểu hiện sai (mecC hoặc mecALGA2511). Ceftobiprole cũng liên kết với PBP2b trong Streptococcus pneumoniae (trung gian penicillin), với PBP2x của S. pneumoniae  (kháng penicillin), và với PBP5 của Enterococcus faecalis.

## Dược lý

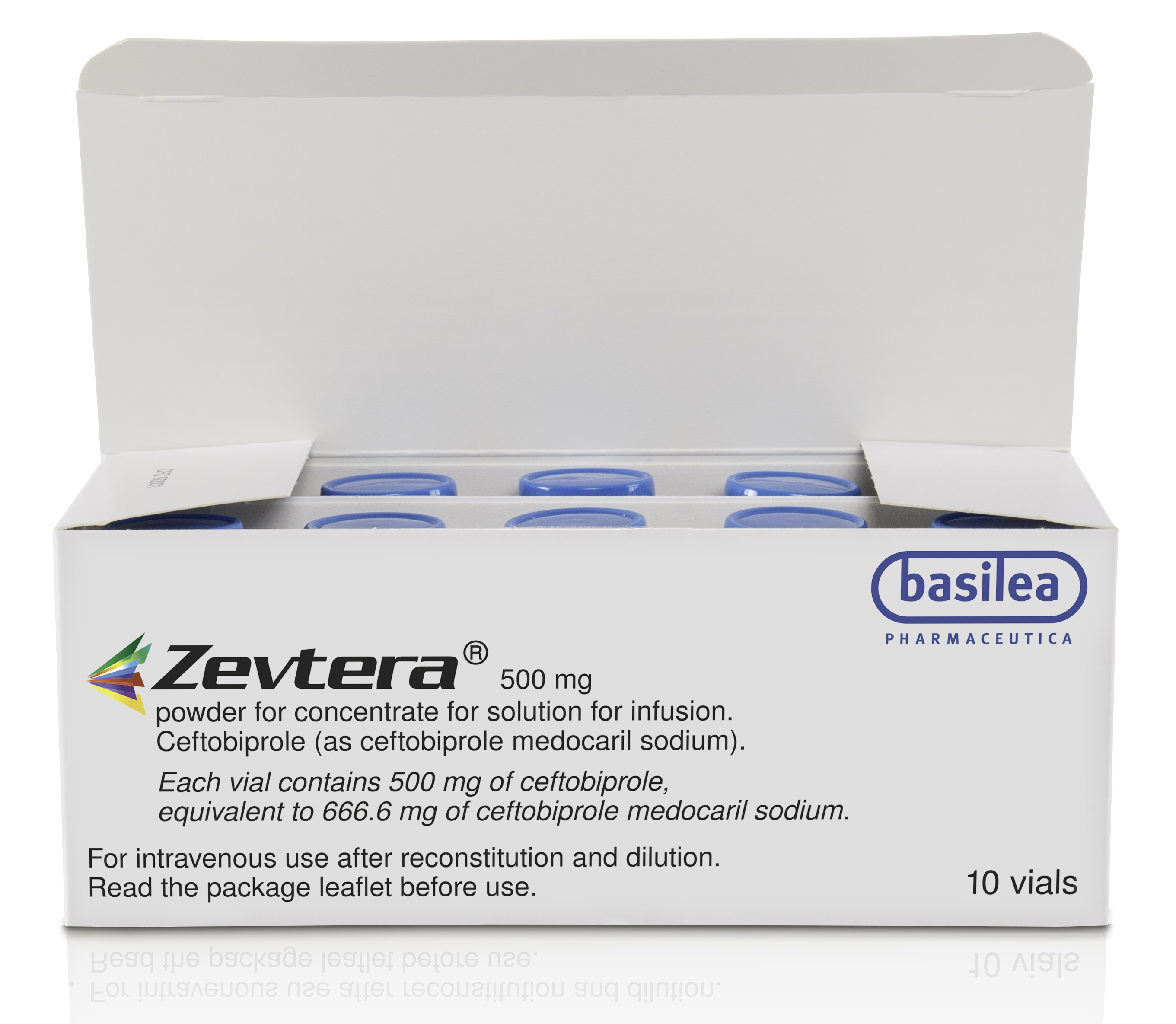

Ceftobiprole có một nhóm hoạt động dưới dạng tiền thuộc ceftobiprole medocaril và chỉ thích hợp cho tiêm tĩnh mạch. Liều khuyến cáo là 500 mg mỗi 2-giờ truyền mỗi 8 giờ. Nó được bài tiết chủ yếu qua thận. Cần điều chỉnh liều cho bệnh nhân tổn thương thận mức độ vừa đến nặng và những bệnh nhân bệnh thận giai đoạn cuối nhưng không cần điều chỉnh liều dựa theo giới tính, dân tộc, hoặc tuổi, ở bệnh nhân béo phì nặng hoặc với tổn thương gan.

## Tác dụng

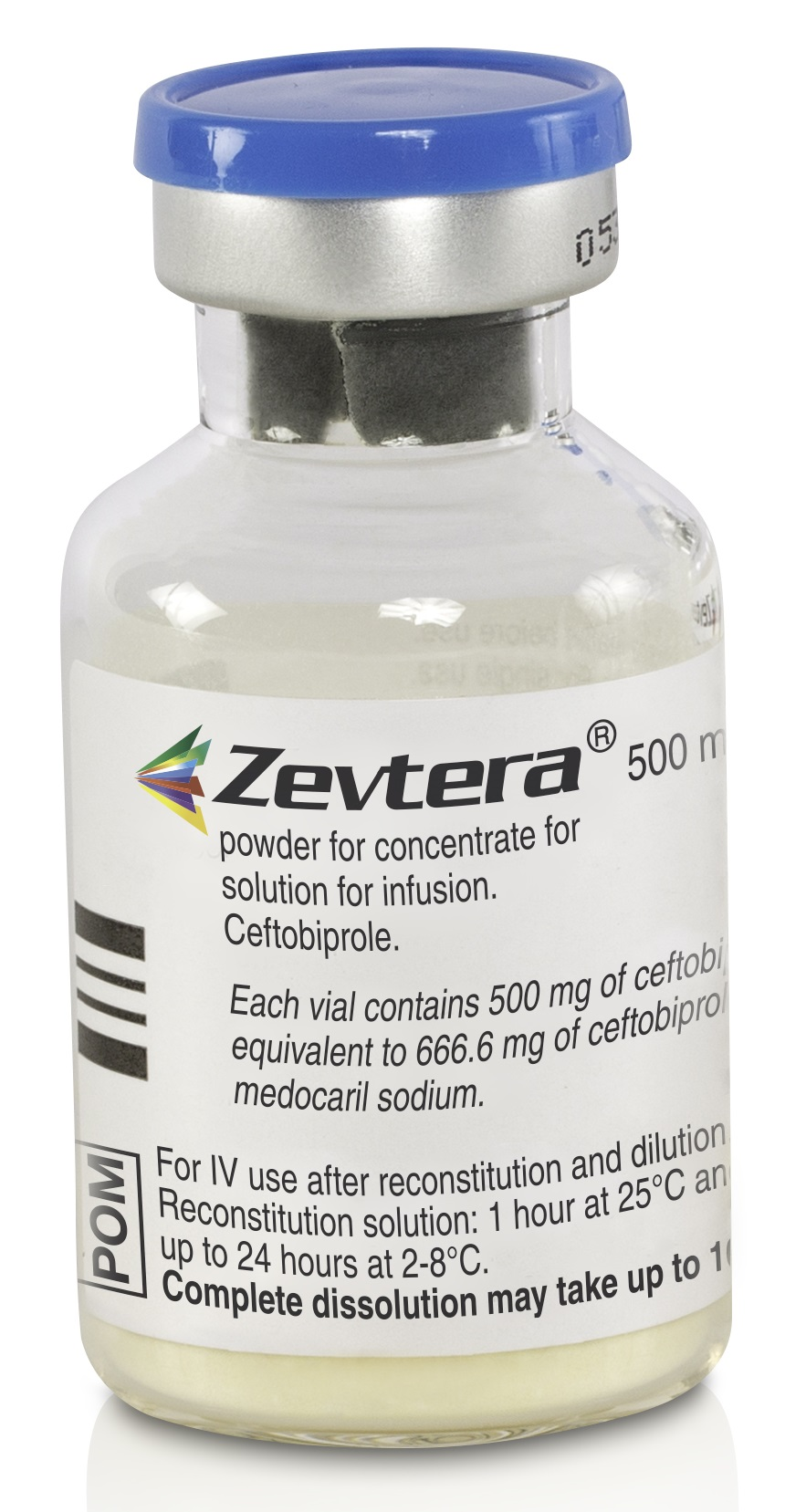
500 mg bột pha tiêm

Ceftobiprole đã được chấp thuận điều trị cho bệnh nhân viêm phổi bệnh viện (ngoại trừ VAP) và viêm phổi cộng đồng ở 12 nước châu Âu, Canada và Switzerland.